# 柏斯基利·霍治亞
柏斯基利·霍治亞（Pasquale Foggia，1983年6月3日—）出生於意大利那不勒斯，是一名意大利足球員，司職左翼或進攻中場，他以速度高、盤球能力、技術細膩和精確傳送聞名，現效力球會沙勒尼塔納。

## 球會
霍治亞在本土球隊Cral Banco di Napoli展開其足球生涯。其後他被柏多華看中，加入他們的青訓系統，其後亦曾短暫效力AC米蘭青年軍。後來，他曾長期由兩支球會（安玻里和泰列維素）共同擁有。
2000年，他在意丙球會泰列維素展開其職業足球生涯。霍治亞在泰列維素踢了三個球季，期間最大的榮譽莫過於在2003年替球會升班意乙了。2003/04球季，他效力安玻里，亦是他首次亮相意大利最高水平賽事。
在其後兩年，霍治亞被外借以吸取更多上陣經驗，首先借到克羅托內（F.C. Crotone），其後被借到阿斯科利，他替阿斯科利效力足足整個球季（2005/06球季意甲）。

### 拉素
在2006年夏天被外借到拉素後，憑著出色的表現，他在2007年1月獲得拉素買斷，而球會則付出300萬歐羅轉會費予AC米蘭，而這種交易亦涉及奧度的轉會（奧度從拉素轉會至AC米蘭）。但在其餘半個球季，他卻再次被外借，今次被借到里賈納。
2007/08球季被外借至卡利亞里時，霍治亞聲名大噪，最大的原因是因為他在對班霸祖雲達斯時替球隊攻入2球。
可是，卡利亞里主席馬西姆·施連奴（Massimo Cellino）錯過了永久簽下他的機會，他其後返回羅馬市，披上拉素的戰衣。2008/09球季，他成為拉素的靈魂人物，他替球隊上陣33場，合共攻入8球，當中包括4球是自由球。
2009/10球季，霍治亞在12月時，由於腿部受傷，需休養超過40日，因此，他錯過了很多拉素的賽事。他在全季只代表拉素上陣16場聯賽，而在其餘賽事只上陣6場。
因此，霍治亞在拉素的地位已大跌，他在2010/11球季不再是球隊的正選人物，上陣場數寥寥無幾。

## 國家隊
霍治亞亦是意大利U21代表隊隊員，他曾替代表隊上陣4場。由於在外借效力卡利亞里時表現出色，他獲得意大利國家隊徵召，並於2007年10月13日對格魯吉亞的國際賽首到穿上意大利一隊球衣。
2008/09球季，霍治亞在拉素的重要地位，亦為他爭取到更多入選國家隊的機會。但實積的機會並不多，從2009年起，霍治亞只替意大利上陣過1場友賽，到了2011年，他仍然沒有上陣機會。

## 國際賽入球
國際賽入球
| #  | 日期     | 球場                       | 對手     | 入球 | 賽果 | 比賽性質 |
| -- | -------- | -------------------------- | -------- | ---- | ---- | -------- |
| 1. | 6/6/2009 | 加里巴迪球場, 比薩, 意大利 | 北愛爾蘭 | 2–0  | 3–0  | 友賽     |

## 榮譽

### 拉素
- 意大利盃： 1 (2008-09)
- 意大利超級盃：2009

## 外部連結
- 官網
- espn 霍治亞資料 Archive.today的存檔，存档日期2013-01-03